# Mission à Moscou
Pour plus de détails, voir Fiche technique et Distribution.
Mission à Moscou (Mission to Moscow) est un film américain de Michael Curtiz, sorti en 1943. Fondé sur le livre homonyme de l'ambassadeur Joseph E. Davies, ce film est un exemple de propagande pro-soviétique américaine du début de la Seconde Guerre mondiale et ne fut pas un succès commercial. Étrangeté historique, il illustre une période de fièvre pro-soviétique éphémère.

## Synopsis
En 1936, le président Roosevelt envoie son ami Joseph Davies comme ambassadeur en URSS où il rencontre les hautes sphères du pouvoir soviétique.

## Fiche technique
- Titre : Mission à Moscou
- Titre original : Mission to Moscow
- Réalisation : Michael Curtiz, assisté de Don Siegel (non crédité)
- Scénario : Howard Koch, d'après le roman de Joseph E. Davies
- Production : Robert Buckner et Jack Warner
- Société de production : Warner Bros. Pictures
- Musique : Max Steiner
- Photographie : Bert Glennon
- Montage : Owen Marks
- Direction artistique : Carl Jules Weyl (nommé aux Oscars)
- Costumes : Orry-Kelly
- Pays d'origine :  États-Unis
- Format : Noir et blanc (DeLuxe) - Son : Mono (RCA Sound System)
- Genre : Guerre
- Langue : anglais
- Durée : 124 minutes
- Dates de sortie : 
  - États-Unis :
    - 28 avril 1943 (première mondiale à Washington, D.C.)
    - 29 avril 1943 (première à New York)
    - 22 mai 1943 (sortie nationale)

## Distribution
| Acteurs crédités - Walter Huston : Ambassadeur Joseph E. Davies - Ann Harding : Mme Marjorie Davies - Oskar Homolka : Maxim Litvinov - George Tobias : Freddie - Gene Lockhart : Viatcheslav Molotov - Eleanor Parker : Emlen Davies - Richard Travis : Paul - Helmut Dantine : Major Kamenev - Victor Francen : Andreï Vychinski - Henry Daniell : Joachim von Ribbentrop - Barbara Everest : Mme Litvinov - Dudley Field Malone (en) : Winston Churchill - Roman Bohnen : Nikolaï Krestinski - Maria Palmer : Tanya Litvinov - Moroni Olsen : Colonel Faymonville - Minor Watson : Loy Henderson - Vladimir Sokoloff : Mikhaïl Kalinine, président de l'URSS - Maurice Schwartz : Dr. Botkin - Joseph E. Davies : lui-même (dans le prologue) | Acteurs non crédités - Manart Kippen : Joseph Staline - John Abbott : Grinko - Felix Basch : Dr. Hjalmar Schacht, le banquier - Oliver Blake : Heckler - Eugene Borden : M. Delbeau, le ministre français - Cyd Charisse : Galina Ulanova, la danseuse ballerine - Virginia Christine : Maria, l'esthéticienne - Joseph Crehan : un reporter - George Davis : un reporter français - Leander de Cordova : Heckler - Jean Del Val : le secrétaire de Molotov - John Hamilton : Charlie - Lumsden Hare : Lord Chilston - Frieda Inescort : Mme Molotov - Emmett King : un délégué britannique - Ivan Lebedeff : M. Rosengoltz - Doris Lloyd : Mme Churchill - Kathleen Lockhart : Lady Chilston - Mike Mazurki : un travailleur (machiniste) russe - Francis Pierlot : un docteur - René Plaissetty : Robert Coulondre, ambassadeur de France - Frank Puglia : Juge Ulrich - Emil Rameau : Ignacy Paderewski - Duncan Renaldo : un journaliste italien - Georges Renavent : Président Paul Van Zeeland - Richard Ryen : un major allemand - Konstantin Shayne : Nikolaï Boukharine - Robert Shayne : un ingénieur - Tamara Shayne : l'infirmière russe - Charles Trowbridge : Cordell Hull, secrétaire d'État - Michael Visaroff : Barkov - Victor Wong : Diplomate japonais - Alfred Zeisler : un conducteur de train allemand - Adia Kuznetzoff : O.G.P.U. Man - Adolf Hitler : lui-même (images d'archives) |

## Nomination
- 1944 : Nomination à l'Oscar de la meilleure direction artistique, catégorie noir et blanc (remporté par le film Le Chant de Bernadette d'Henry King).